# Ølsemagle Mølle
Ølsemagle Mølle er en hollandsk vindmølle beliggende vest for landsbyen Ølsemagle og Skandinavisk Transport Center i Køge Kommune.

## Historie
Møllen blev bygget i 1887, og i 1924 fik den monteret en dieselmotor. Den fungerede som mølleri indtil 1967.
Ølsemagle Møllelaug blev dannet i 1984 med henblik på bevarelse og restaurering af møllen. I midten af 1980'erne finansierede Køge Kommune en stor restaurering af møllen via et beskæftigelsesprojekt. I 1987 var arbejdet færdiggjort.
Møllen fungerer i dag som museumsmølle og drives som en selvejende institution, hvor møllelauget står for vedligehold og drift.
Møllens vinger drejer to gange om året. Den nationale Mølledag den 3. søndag i juni samt på Dragedagen den 1. søndag i september. I sommerperioden er møllen åben for publikum hver søndag, men den kan beses udefra hele året.